# 寺田栄吉
寺田 栄吉（てらだ えいきち、1902年（明治35年）3月29日 - 1993年（平成5年）8月1日）は、日本の政治家、実業家。衆議院議員、大阪府泉北郡高石町長。号・青胡。

## 経歴
1902年（明治35年）大阪府で寺田財閥創業者寺田甚与茂の四男として生まれる。1929年（昭和4年）明治大学商科卒業。
1940年（昭和15年）兄（寺田甚吉）の後を継ぎ、岸和田紡の社長となり、戦争時の要請により、岸和田紡績を大日本紡績（現ユニチカ）に合併した後はその専務まで務めた他、寺田財閥系企業などの経営に関与した（オーツタイヤ社長、 朝日火災海上保険常務など）。
また、大日本紡績常務のときに、経済同友会が発足し、幹事に就任した。
終戦後、1946年（昭和21年）4月、第22回衆議院議員総選挙に大阪府2区から日本進歩党所属で出馬して当選し、衆議院議員を一期務めた。その後、高石町長、同町教育委員長などを務めた。